# Discobola haetara
Discobola haetara är en tvåvingeart som beskrevs av Peter M. Johns och Janann V. Jenner 2006. Discobola haetara ingår i släktet Discobola och familjen småharkrankar. Inga underarter finns listade i Catalogue of Life.